# Villeneuve-Saint-Vistre-et-Villevotte
Villeneuve-Saint-Vistre-et-Villevotte é uma comuna francesa na região administrativa do Grande Leste, no departamento de Marne. Estende-se por uma área de 9.51 km², e possui 123 habitantes, segundo o censo de 2018, com uma densidade de 13 hab/km².